# Ephies taoi
Ephies taoi là một loài bọ cánh cứng trong họ Cerambycidae.